# المحكمة الدستورية الإيطالية
المحكمة الدستورية في إيطاليا (بالإيطالية: Corte costituzionale della Repubblica Italiana) هي محكمة عليا في إيطاليا والأخرى هي محكمة النقض.
تتألف المحكمة الدستورية من 15 قاضياً: ثلثهم يعينه الرئيس وثلث ينتخبه البرلمان وثلث ينتخبون من قبل المحاكم العليا العادية والإدارية. ينتخب الأعضاء بعد ذلك رئيس المحكمة من بينهم في اقتراع سري بالأغلبية المطلقة (أي ثمانية أصوات في حالة وجود أعضاء المحكمة الكامل) وإذا لزم الأمر في انتخابات إعادة بين أكثر اثنين من القضاة حصولاً على الأصوات بعد الاقتراع الثاني. يعين واحد أو اثنان كنواب لرئيس المحكمة ويعينهم رئيس المحكمة حيث يقومون بأعماله في حال غيابه لأي سبب من الأسباب. تمر المحكمة الدستورية على دستورية القوانين وليس هناك حق للطعن في هذه قراراتها.
هذه المحكمة هي من ابتكار مرحلة ما بعد الحرب العالمية الثانية. لا يبلغ حجم وصلاحيات وتواتر قرارات المحكمة نظيرتها في الولايات المتحدة. منذ 12 أكتوبر/ تشرين الأول 2007، عندما دخل إصلاح أجهزة الاستخبارات الإيطالية في أغسطس 2007 حيز التنفيذ، حق للمحكمة الوصول إلى وثائق الدولة السرية.